# Equazione differenziale esatta
Un'equazione differenziale esatta è un'equazione differenziale ordinaria riconducibile ad un differenziale esatto.

## Definizione
Si considerino un insieme semplicemente connesso e aperto {\displaystyle D\subset \mathbb {R} ^{2}} e due funzioni {\displaystyle I} e {\displaystyle J} continue su {\displaystyle D}. L'equazione differenziale implicita:
{\displaystyle I(x,y)\,\mathrm {d} x+J(x,y)\,\mathrm {d} y=0}
è un'equazione differenziale esatta se esiste una funzione differenziabile con continuità {\displaystyle F}, detta potenziale, spesso indicato con {\displaystyle U}, tale che:
{\displaystyle {\frac {\partial F}{\partial x}}(x,y)=I\qquad {\frac {\partial F}{\partial y}}(x,y)=J}
Il termine "esatta" si riferisce alla derivata totale di una funzione, detta talvolta "derivata esatta", che per una funzione {\displaystyle F(x_{0},x_{1},...,x_{n-1},x_{n})} è data in {\displaystyle x_{0}} da:
{\displaystyle {\frac {\mathrm {d} F}{\mathrm {d} x_{0}}}={\frac {\partial F}{\partial x_{0}}}+\sum _{i=1}^{n}{\frac {\partial F}{\partial x_{i}}}{\frac {\mathrm {d} x_{i}}{\mathrm {d} x_{0}}}}
Nelle applicazioni fisiche {\displaystyle I} e {\displaystyle J} non sono solitamente solo continue, ma anche differenziabili con continuità, ed il teorema di Schwarz fornisce allora una condizione necessaria e sufficiente per l'esistenza della funzione potenziale {\displaystyle F} (per equazioni definite su un insieme non semplicemente connesso tale criterio è solo necessario). Esso esiste se e solo se:
{\displaystyle {\frac {\partial I}{\partial y}}(x,y)={\frac {\partial J}{\partial x}}(x,y)}

## Metodo risolutivo
Per trovare la soluzione, si consideri l'equazione nella forma:
{\displaystyle p(x,y)dx+q(x,y){dy}=0}
Integrando {\displaystyle p} rispetto ad {\displaystyle x}, dato che si tratta di una funzione in due variabili invece di una costante d'integrazione si ha una funzione {\displaystyle f(y)} in {\displaystyle y}:
{\displaystyle P(x,y)=\int {p(x,y)dx}+f(y)}
Dal momento che:
{\displaystyle {\frac {\partial p(x,y)}{\partial y}}={\frac {\partial q(x,y)}{\partial x}}}
si ottiene l'uguaglianza:
{\displaystyle q(x,y)={\frac {\partial \left[{\int {p(x,y)dx}+f(y)}\right]}{\partial y}}=\left[{\int {p(x,y)dx}}\right]_{y}+f'(y)}
e risolvendo rispetto ad {\displaystyle f'(y)} si ha:
{\displaystyle f'(y)=q(x,y)-\left[{\int {p(x,y)dx}}\right]_{y}}
Integrando:
{\displaystyle f(y)=\int {\left\{q(x,y)-\left[{\int {p(x,y)dx}}\right]_{y}\right\}dy}+C}
Sostituendo questo valore in {\displaystyle P(x,y)} si ottiene la soluzione finale dell'equazione:
{\displaystyle P(x,y)=\int {p(x,y)dx}+\int {\left\{q(x,y)-\left[\int {p(x,y)dx}\right]_{y}\right\}dy}+C}
Facendo la scelta opposta di variabili si ha, analogamente:
{\displaystyle Q(x,y)=\int {q(x,y)dy}+\int {\left\{p(x,y)-\left[\int {q(x,y)dy}\right]_{x}\right\}dx}+C}
Queste sono soluzioni implicite, da cui si possono ricavare soluzioni esplicite solo se la P o la Q sono invertibili.

### Esempio
Sia dato:
{\displaystyle {xy(2\operatorname {log} x-3)}y'=-y^{2}}
con alcuni passaggi si ottiene:
{\displaystyle {\frac {y^{2}}{x}}dx+y(2\operatorname {log} x-3)dy=0}
di cui una soluzione banale è {\displaystyle y=0}. Per calcolare le altre soluzioni, la condizione:
{\displaystyle {\frac {\partial p(x,y)}{\partial y}}={\frac {\partial q(x,y)}{\partial x}}}
è soddisfatta e quindi si può calcolare l'integrale rispetto ad {\displaystyle x} del primo termine:
{\displaystyle \int {p(x,y)dx}=\int {{\frac {y^{2}}{x}}dx}=y^{2}\operatorname {log} x}
Per la seconda parte si deve derivare questa funzione rispetto ad {\displaystyle y}, sottrarla da {\displaystyle q(x,y)}, e poi integrare il tutto rispetto ad {\displaystyle y}:
{\displaystyle \int {\left\{q(x,y)-\left[{\int {p(x,y)dx}}\right]_{y}\right\}dy}=\int {\left[y(2\operatorname {log} x-3)-\left({y^{2}\operatorname {log} x}\right)_{y}\right]dy}=-\int {3ydy}=-{\frac {3}{2}}y^{2}+C}
Quindi la soluzione implicita è:
{\displaystyle y^{2}\operatorname {log} x-{\frac {3}{2}}y^{2}=C}
da cui si ricava facilmente:
{\displaystyle y=\pm {\sqrt {2C}}{\sqrt {\frac {1}{2\operatorname {log} x-3}}}}

## Casi particolari
Un caso particolare è quello in cui l'equazione assume la forma:
{\displaystyle yp(xy)dx+xq(xy){dy}=0}
Definendo {\displaystyle z=xy}, allora {\displaystyle dx=dz/y} e {\displaystyle dy=dz/x}. Sostituendo e risolvendo si ottengono due soluzioni:
{\displaystyle \left\{{\begin{matrix}&{p\neq q:}&x=e^{\int {{\frac {q(v)}{c[q(v)-p(v)]}}dv}}\\&{p=q:}&xy=c\end{matrix}}\right.}
Un altro caso particolare è quello in cui si ottiene una forma del tipo:
{\displaystyle {\frac {dy}{dx}}=f(x,y)}
dove sostituendo {\displaystyle v=y/x} in {\displaystyle f(x,y)} si ha una funzione {\displaystyle g(v)} nella sola variabile {\displaystyle v}. Allora, ponendo {\displaystyle y=xv} si ha:
{\displaystyle {\frac {dy}{dx}}=x{\frac {dv}{dx}}+v}
Sostituendo:
{\displaystyle x{\frac {dv}{dx}}+v=g(v)}
se {\displaystyle g(v)=v}, la soluzione banale è {\displaystyle y=cx}. Altrimenti:
{\displaystyle {\frac {dx}{x}}={\frac {dv}{g(v)-v}}}
integrando:
{\displaystyle \operatorname {log} x=\int {\frac {dv}{g(v)-v}}+c_{0}}
cioè:
{\displaystyle x=ce^{\int {\frac {dv}{g(v)-v}}}}
con {\displaystyle c=e^{c_{0}}}.

## Equazioni differenziali riconducibili ad esatte
Una variante delle equazioni differenziali esatte sono quelle per cui non vale l'uguaglianza delle derivate miste, ossia:
{\displaystyle {\frac {\partial p(x,y)}{\partial y}}\neq {\frac {\partial q(x,y)}{\partial x}}}
ed è possibile trovare una funzione {\displaystyle \mu }, detta fattore d'integrazione, tale che:
{\displaystyle {\frac {\partial [\mu p(x,y)]}{\partial y}}={\frac {\partial [\mu q(x,y)]}{\partial x}}}
Esplicitando le derivate:
{\displaystyle \mu {\frac {\partial p(x,y)}{\partial y}}+p(x,y){\frac {\partial \mu }{\partial y}}=\mu {\frac {\partial q(x,y)}{\partial x}}+q(x,y){\frac {\partial \mu }{\partial x}}}
e risolvendo rispetto a {\displaystyle \mu } si ottiene:
{\displaystyle \mu ={\frac {q(x,y){\frac {\partial \mu }{\partial x}}-p(x,y){\frac {\partial \mu }{\partial y}}}{{\frac {\partial p}{\partial y}}-{\frac {\partial q}{\partial x}}}}}
Se è possibile trovare una funzione {\displaystyle \mu } di questo tipo, allora si sostituiscono {\displaystyle P(x,y)=\mu p(x,y)} e {\displaystyle Q(x,y)=\mu q(x,y)} al posto di {\displaystyle p} e {\displaystyle q} e se ne trovano le soluzioni (implicite). Generalmente questo è molto difficile o impossibile, tuttavia esistono due casi particolari in cui è possibile trovare tale funzione.

### Primo caso
Il primo metodo di risoluzione consiste nel cercare un fattore d'integrazione {\displaystyle \mu } tale che
{\displaystyle {\frac {\partial \mu }{\partial y}}=0}
e dunque esplicitando:
{\displaystyle \mu {\frac {\partial p}{\partial y}}=\mu {\frac {\partial q}{\partial x}}+q{\frac {\partial \mu }{\partial x}}}
Risolvendo rispetto a {\displaystyle \mu '}:
{\displaystyle {\frac {\partial \mu }{\partial x}}={\frac {\mu \left({\frac {\partial p}{\partial y}}-{\frac {\partial q}{\partial x}}\right)}{q}}=f(x,y)\mu (x)}
Per quanto detto sopra, la {\displaystyle f(x,y)} deve essere necessariamente funzione della sola {\displaystyle x}, altrimenti non potrebbe essere nulla la derivata parziale di {\displaystyle \mu } rispetto ad {\displaystyle y}. La cosa si dimostra ricordando che {\displaystyle f_{xy}} deve essere uguale a {\displaystyle f_{yx}}. In questo caso si ha:
{\displaystyle {\frac {\partial \mu }{\partial x}}=f(x)\mu (x)}
che è un'equazione differenziale lineare del primo ordine, la cui soluzione è:
{\displaystyle \mu (x)=e^{\int f(x)}=e^{\int {\frac {\left({\frac {\partial p}{\partial y}}-{\frac {\partial q}{\partial x}}\right)}{q}}}}
Sostituendo dunque {\displaystyle \mu } nell'equazione si ottiene:
{\displaystyle [\mu p(x,y)]dx+[\mu q(x,y)]dy=0}
che si risolve come nel caso precedente. Nulla cambia nel procedimento scegliendo nulla la derivata di {\displaystyle \mu } rispetto ad {\displaystyle y}, ovviamente scambiando {\displaystyle p} con {\displaystyle q} e {\displaystyle x} con {\displaystyle y} nelle formule sopra.

#### Esempio
Sia dato:
{\displaystyle {\frac {y^{2}}{2}}\operatorname {log} xdx+ydy=0}
Una soluzione banale è {\displaystyle y=0}. Per le altre soluzioni, le derivate di {\displaystyle p} rispetto ad {\displaystyle y} e di {\displaystyle q} rispetto ad {\displaystyle x} non sono uguali. Provando a calcolare {\displaystyle \mu } si ha:
{\displaystyle \mu (x)=e^{\int {\frac {\left({\frac {\partial p}{\partial y}}-{\frac {\partial q}{\partial x}}\right)}{q}}}=e^{\int {\frac {y\operatorname {log} x-0}{y}}}=e^{x\operatorname {log} x-x}=x^{x}e^{-x}}
Sostituendo:
{\displaystyle x^{x}e^{-x}{\frac {y^{2}}{2}}\operatorname {log} xdx+x^{x}e^{-x}ydy=0}
integrando {\displaystyle p} rispetto ad {\displaystyle x}:
{\displaystyle \int {x^{x}e^{-x}{\frac {y^{2}}{2}}\operatorname {log} xdx}={\frac {y^{2}}{2}}x^{x}e^{-x}}
derivando rispetto ad {\displaystyle y} si ottiene {\displaystyle yx^{x}e^{-x}}. Sostituendo:
{\displaystyle P(x,y)={\frac {y^{2}}{2}}x^{x}e^{-x}+\int {(x^{x}e^{-x}y-yx^{x}e^{-x}})dy+C={\frac {y^{2}}{2}}x^{x}e^{-x}+C}
la soluzione implicita è:
{\displaystyle {\frac {y^{2}}{2}}x^{x}e^{-x}=C}
da cui:
{\displaystyle y=\pm {\sqrt {2C}}{\sqrt {\frac {1}{x^{x}e^{-x}}}}=\pm {\sqrt {2C}}{\sqrt {\frac {e^{x}}{x^{x}}}}}

### Secondo caso
Un secondo metodo consiste nel cercare una {\displaystyle \mu } tale che:
{\displaystyle \mu (x,y)=g(xy)}
In questo caso si ha:
{\displaystyle {\frac {\partial \mu }{\partial x}}={\frac {\partial g}{\partial x}}y\qquad {\frac {\partial \mu }{\partial y}}={\frac {\partial g}{\partial y}}x}
che combinate danno:
{\displaystyle {\frac {\partial \mu }{\partial x}}={\frac {y}{x}}{\frac {\partial \mu }{\partial y}}}
e sostituendo nell'equazione con le derivate esplicite:
{\displaystyle \mu {\frac {\partial p(x,y)}{\partial y}}+p(x,y){\frac {\partial \mu }{\partial y}}=\mu {\frac {\partial q(x,y)}{\partial x}}+{\frac {y}{x}}q(x,y){\frac {\partial \mu }{\partial y}}}
Risolvendo rispetto a {\displaystyle \mu '} si ha:
{\displaystyle {\frac {\partial \mu }{\partial y}}\left[p(x,y)-{\frac {y}{x}}q(x,y)\right]=\mu \left[{\frac {\partial q(x,y)}{\partial x}}-{\frac {\partial p(x,y)}{\partial y}}\right]}
e con alcuni passaggi si ottiene:
{\displaystyle {\frac {1}{x}}{\frac {\partial \mu }{\partial y}}=\mu {\frac {{\frac {\partial q(x,y)}{\partial x}}-{\frac {\partial p(x,y)}{\partial y}}}{xp(x,y)-yq(x,y)}}}
Se si effettua una sostituzione {\displaystyle z=xy} si ha {\displaystyle z_{y}=x}, e perciò:
{\displaystyle {\frac {\partial \mu }{\partial z}}=\mu (z){\frac {{\frac {\partial q}{\partial x}}-{\frac {\partial p}{\partial y}}}{xp-yq}}=f(x,y)\mu (z)}
Per quanto detto, {\displaystyle f(x,y)} deve essere necessariamente funzione della sola {\displaystyle z=xy}. Quindi:
{\displaystyle \mu (z)=e^{\int f(z)}=e^{\int {\frac {{\frac {\partial q}{\partial x}}-{\frac {\partial p}{\partial y}}}{xp-yq}}}}
Sostituendo quindi {\displaystyle \mu } nell'equazione si ottiene un'equazione esatta, risolubile come in precedenza.